# Уэлшман, Эмери
Э́мери Си́меон Алекса́ндер Уэ́лшман (англ. Emery Simeon Alexander Welshman; 9 ноября 1991, Миссиссога, Онтарио, Канада) — гайанский футболист, центрфорвард. Выступал за сборную Гайаны.

## Карьера

### Молодёжная карьера
Во время обучения в вузах США — в Сиенском колледже в 2009—2010 годах и в Университете штата Орегон в 2011—2012 годах — играл за их футбольные команды в Национальной ассоциации студенческого спорта.
В 2012 году также выступал за молодёжный состав «Портленд Тимберс» в Премьер-лиге развития ЮСЛ.

### Клубная карьера
17 января 2013 года на Супердрафте MLS Уэлшман был выбран в первом раунде под 16-м номером клубом «Торонто». Его профессиональный дебют состоялся 2 марта в матче стартового тура сезона 2013 против «Ванкувер Уайткэпс», в котором он вышел на замену в концовке. В 2013 году провёл восемь матчей и забил два гола за дублирующий состав «Торонто» в лиге резерва MLS. 25 февраля 2014 года «Торонто» поместил Уэлшмана в список отказов.
В 2014 году играл в Лиге 1 Онтарио за клуб «Сигма».
В феврале 2015 года Уэлшман проходил просмотр в «Реал Солт-Лейк» на предсезонном сборе. 23 февраля был подписан в фарм-клуб «Реал Монаркс». Начало сезона USL пропустив из-за травмы, дебютировал за фарм-клуб 29 апреля в матче против «Сакраменто Рипаблик». 16 мая в матче против «Портленд Тимберс 2» забил свой первый гол за «Монаркс». 22 января 2016 года Уэлшман был подписан основной командой «Реал Солт-Лейк». По окончании сезона 2016 РСЛ не продлил контракт с Уэлшманом.
Перед началом сезона 2017 Североамериканской футбольной лиги Уэлшман присоединился к клубу «Пуэрто-Рико». Дебютировал за островной клуб 8 апреля в матче против «Инди Илевен», выйдя на замену во втором тайме. 6 мая в матче против «Майами» забил свой первый гол за «Пуэрто-Рико».
3 января 2018 года Уэлшман подписал контракт с клубом USL «Цинциннати». Дебютировал за клуб из Огайо 17 марта в матче первого тура сезона 2018 против «Чарлстон Бэттери». 31 марта в матче против «Инди Илевен» забил свой первый гол за «Цинци». 16 мая в матче второго раунда Открытого кубка США 2018 против «Детройт Сити» оформил первый хет-трик в карьере. Независимая дисциплинарная комиссия USL дисквалифицировала Уэлшмана на три игры, пересмотрев инцидент в матче против «Шарлотт Индепенденс», состоявшемся 18 июля, за который он и игрок соперников Кай Фозер получили по жёлтой карточке. После преобразования «Цинциннати» во франшизу MLS Уэлшман был подписан вновь образованным клубом 10 декабря 2018 года.
8 марта 2019 года Уэлшман отправился в аренду в клуб новообразованной Канадской премьер-лиги «Фордж» на сезон. 27 апреля состоялся первый матч в истории Премьер-лиги — «Фордж» сыграл вничью с «Йорк 9» (1:1), в матче Эмери вышел в стартовом составе гамильтонцев. 9 мая в матче против «Пасифика» забил свой первый гол в КПЛ.
2 августа 2019 года «Цинциннати» отозвал Уэлшмана из аренды и расторг контракт с ним по обоюдному согласию сторон.
В августе 2019 года Уэлшман подписал контракт с клубом израильской Премьер-лиги «Хапоэль Хайфа». Дебютировал за «Хапоэль Хайфа» 5 октября в матче против «Хапоэль Беэр-Шева», выйдя на замену во втором тайме.
23 января 2020 года Уэлшман присоединился к клубу Лиги Леумит «Бней Сахнин», подписав контракт до конца сезона с опцией продления ещё на один сезон, после того как покинул «Хапоэль Хайфа» по взаимному согласию сторон. Во второй израильской лиге дебютировал 24 января в матче против «Хапоэль Ноф-ха-Галиль». 14 февраля в матче против «Хапоэль Рамат-Ган» забил свой первый гол в Израиле. Помог «Бней Сахнину» выйти в Премьер-лигу.
8 января 2021 года Уэлшман, не сумев ни разу забить в 10-ти матчах Премьер-лиги за «Бней Сахнин», вернулся в Лигу Леумит, подписав контракт с клубом «Хапоэль Раанана» до конца сезона с опцией продления ещё на один сезон. За «Хапоэль Раанана» дебютировал 8 февраля в матче против «Хапоэль Рамат-ха-Шарон». 16 февраля в матче против «Маккаби Ахи Назарет» забил свой первый гол за «Хапоэль Раанана».
14 сентября 2021 года Уэлшман вернулся в канадский «Фордж». 24 января 2022 года «Фордж» задействовал опцию продления контракта с Уэлшманом на сезон 2022.
В 2023 году он выступал за аффилированный с «Фордж» клуб Лиги 1 Онтарио «Сигма».
В декабре 2023 года Эмери Уэлшман объявил о завершении футбольной карьеры.

### Международная карьера
Уэлшман родился в Канаде в семье иммигрантов из Гайаны. В январе 2015 года объявил о намерении выступать за сборную Гайаны. Дебют за «золотых ягуаров», в товарищеском матче со сборной Барбадоса, состоявшемся 1 февраля 2015 года, отметил голом.
Его гол в ворота сборной Белиза, принёсший победу со счётом 2:1, в последнем матче квалификации Лиги наций КОНКАКАФ 2019/20, состоявшемся 23 марта 2019 года, вывел сборную Гайаны на Золотой кубок КОНКАКАФ впервые в её истории. Уэлшман был включён в состав сборной Гайаны на Золотой кубок КОНКАКАФ 2019.

## Достижения
Командные
 «Цинциннати»
- Победитель регулярного чемпионата USL: 2018

 «Фордж»
- Чемпион Канадской премьер-лиги: 2019, 2022